# يونشتات
يون اشتات (بالألمانية: Jöhstadt) هي مدينة و بلدة ألمانية تقع في ألمانيا في ساكسونيا.[بحاجة لمصدر] يقدر عدد سكانها بـ 3,230 نسمة .

## المدن التوأمة
مدن Olsberg، Gutach im Breisgau، Ebelsbach و Velden هي مدن توأمة لـيون اشتات.

## أعلام
- كريستين ماير